# Eikosapentaensyra

Strukturformel

Eikosapentaensyra (EPA) är en fettsyra som tillhör familjen omega-3. Den essentiella fettsyra som är dess ursprungliga form, eller som EPA vanligtvis bildas från, är alfa-linolensyra. Den förenklade beteckningen av EPA är C20:5 eller 20:5n-3, vilket beskriver att denna fettsyra består av 20 kolatomer med 5 dubbelbindningar (fleromättad) och att den första dubbelbindningen sitter efter 3:e kolatomen från kolkedjans slut. Därav namnet omega-3. Jämför även omega-6 och omega-9.

## Förekomst
Denna fettsyra måste tillföras kroppen genom kosten, och då vanligtvis i form av linolensyra, och finns bland annat i linfröolja (58%), hampfröolja och nyponfröolja. Från linolensyra bildas i kroppen stearidonsyra (STEA), eikosatetraensyra, eikosapentaensyra (EPA) och vidare dokosapentaensyra och dokosahexaensyra (DHA). EPA kan också återbildas från DHA. Emellertid kan endast en mindre del av den linolensyra man får i sig omvandlas till EPA i kroppen, beroende av individuella faktorer som livsstil kan det bli allt från försumbara promille till hela dagsbehovet. Vill man åt EPA i en mer direkt form så kan man äta fet fisk, exempelvis lax, eller särskild olja framställd av fisk eller alger. Även vegetarianer kan numera enkelt få i sig gott och väl tillräckligt genom att äta särskilda kapslar med färdig EPA. I lax finns dessutom anmärkningsvärda mängder med alfatokoferol och astaxantin. Man bör dock vara vaksam på att odlad lax idag inte är samma som vildfångad lax; dvs den föda som odlad lax får, består av annat än det som vildfångad lax normalt äter. Därför kan inte heller näringsinnehållet från odlad lax räknas till ett lika näringrikt livsmedel på omega3-fettsyror som vildfångad lax.

## Depressionsbehandling
Tillförsel av stora doser EPA, i synnerhet i förhållande till halten DHA, kan användas som behandling mot depression. Fem dubbelblinda studier har gjorts där omega-3 visade sig ha en signifikant antidepressiv effekt jämfört med kontrollgrupp i tre studier. Positiv effekt fick man i två studier med 1-2 gram ren etyl-EPA och i en studie med EPA/DHA i förhållandet 2/1. Man såg ingen signifikant skillnad i det fjärde arbetet med EPA/DHA i förhållandet 1/4 med olivolja som kontrollsubstans, och ej heller i den femte studien med ren DHA.

## Hållbarhet
Fleromättat fett oxiderar tio gånger snabbare än enkelomättat fett och mer än hundra gånger snabbare är mättat. Det måste förvaras mörkt och svalt (kylskåp) och helst tillsättas någon form av fettlöslig antioxidant, exempelvis, polyfenoler från antioxidantrika picual-oliven, E-vitamin eller rosmarinessens. Närvaro av mättat fett, härsket fett och tungmetaller ökar risken för härskning. De lägre fettsyror som då bildas, exempelvis smörsyra, ger den typiska härskna lukten. 
Oljor med mycket fleromättat fett är särskilt känsliga för syre, det räcker med den luft som finns i en halvtom flaska för att oljan ska oxidera och tjockna. I ett fyllt kärl kan de däremot stå sig i åratal. Ett knep är att fylla på flaskan med glaskulor, vartefter den töms, så att oljan alltid når upp till korken. 
Även tvål som är gjord på mycket fleromättat fett kan härskna medan exempelvis kokostvål, palmkärntvål och talgtvål, samtliga baserade på mättat fett, sällan gör det.